# 戈氏角魴鮄
戈氏角魴鮄，為輻鰭魚綱鮋形目牛尾魚亞目角魚科的其中一種，分布於澳洲海域，體長可達17.4公分，為底棲性魚類，屬肉食性。

## 擴展閱讀
維基物種上的相關：戈氏角魴鮄